# Lista di asteroidi (160001-161000)
Di seguito una lista di asteroidi dal numero 160001 al 161000 con data di scoperta e scopritore.

## 160001-160100
| Nome             | Designazione provvisoria | Data di scoperta  | Scopritore                                                |
| ---------------- | ------------------------ | ----------------- | --------------------------------------------------------- |
| 160001 Bakonybél | 2006 GU31                | 5 aprile 2006     | Sárneczky, K.                                             |
| 160002 -         | 2006 JO57                | 7 maggio 2006     | Spacewatch                                                |
| 160003 -         | 2006 SL284               | 27 settembre 2006 | LINEAR                                                    |
| 160004 -         | 2007 GP24                | 11 aprile 2007    | Spacewatch                                                |
| 160005 -         | 2007 GA51                | 15 aprile 2007    | CSS                                                       |
| 160006 -         | 2007 HK56                | 22 aprile 2007    | Spacewatch                                                |
| 160007 -         | 2007 HY60                | 20 aprile 2007    | LINEAR                                                    |
| 160008 -         | 2007 JJ                  | 7 maggio 2007     | Mount Lemmon Survey                                       |
| 160009 -         | 2007 JM3                 | 6 maggio 2007     | Spacewatch                                                |
| 160010 -         | 6699 P-L                 | 24 settembre 1960 | van Houten, C. J., van Houten-Groeneveld, I., Gehrels, T. |
| 160011 -         | 1098 T-2                 | 29 settembre 1973 | van Houten, C. J., van Houten-Groeneveld, I., Gehrels, T. |
| 160012 -         | 1110 T-2                 | 29 settembre 1973 | van Houten, C. J., van Houten-Groeneveld, I., Gehrels, T. |
| 160013 Elbrus    | 1294 T-2                 | 29 settembre 1973 | van Houten, C. J., van Houten-Groeneveld, I., Gehrels, T. |
| 160014 -         | 3057 T-2                 | 30 settembre 1973 | van Houten, C. J., van Houten-Groeneveld, I., Gehrels, T. |
| 160015 -         | 3079 T-2                 | 30 settembre 1973 | van Houten, C. J., van Houten-Groeneveld, I., Gehrels, T. |
| 160016 -         | 1988 SX1                 | 16 settembre 1988 | Bus, S. J.                                                |
| 160017 -         | 1990 JD2                 | 1 maggio 1990     | Lowe, A.                                                  |
| 160018 -         | 1991 TY2                 | 7 ottobre 1991    | Börngen, F., Schmadel, L. D.                              |
| 160019 -         | 1994 FE                  | 19 marzo 1994     | McNaught, R. H.                                           |
| 160020 -         | 1995 FN4                 | 23 marzo 1995     | Spacewatch                                                |
| 160021 -         | 1995 FE7                 | 24 marzo 1995     | Spacewatch                                                |
| 160022 -         | 1995 YL11                | 18 dicembre 1995  | Spacewatch                                                |
| 160023 -         | 1996 VM19                | 7 novembre 1996   | Spacewatch                                                |
| 160024 -         | 1996 VG25                | 10 novembre 1996  | Spacewatch                                                |
| 160025 -         | 1996 XS                  | 1 dicembre 1996   | Sato, N.                                                  |
| 160026 -         | 1997 EH25                | 7 marzo 1997      | Spacewatch                                                |
| 160027 -         | 1997 UN1                 | 23 ottobre 1997   | Tichý, M., Moravec, Z.                                    |
| 160028 -         | 1998 ET5                 | 2 marzo 1998      | Spacewatch                                                |
| 160029 -         | 1998 FM101               | 31 marzo 1998     | LINEAR                                                    |
| 160030 -         | 1998 FM130               | 22 marzo 1998     | LINEAR                                                    |
| 160031 -         | 1998 HD48                | 20 aprile 1998    | LINEAR                                                    |
| 160032 -         | 1998 HM96                | 21 aprile 1998    | LINEAR                                                    |
| 160033 -         | 1998 QU81                | 24 agosto 1998    | LINEAR                                                    |
| 160034 -         | 1998 RS39                | 14 settembre 1998 | LINEAR                                                    |
| 160035 -         | 1998 WQ27                | 18 novembre 1998  | Spacewatch                                                |
| 160036 -         | 1998 XH7                 | 8 dicembre 1998   | Spacewatch                                                |
| 160037 -         | 1998 YG6                 | 22 dicembre 1998  | CSS                                                       |
| 160038 -         | 1999 CL56                | 10 febbraio 1999  | LINEAR                                                    |
| 160039 -         | 1999 JE4                 | 10 maggio 1999    | LINEAR                                                    |
| 160040 -         | 1999 NC30                | 14 luglio 1999    | LINEAR                                                    |
| 160041 -         | 1999 NJ36                | 14 luglio 1999    | LINEAR                                                    |
| 160042 -         | 1999 NW64                | 14 luglio 1999    | LINEAR                                                    |
| 160043 -         | 1999 OC2                 | 22 luglio 1999    | LINEAR                                                    |
| 160044 -         | 1999 RJ37                | 10 settembre 1999 | LINEAR                                                    |
| 160045 -         | 1999 RU183               | 9 settembre 1999  | LINEAR                                                    |
| 160046 -         | 1999 SG23                | 30 settembre 1999 | LINEAR                                                    |
| 160047 -         | 1999 TF181               | 11 ottobre 1999   | LINEAR                                                    |
| 160048 -         | 1999 TF185               | 12 ottobre 1999   | LINEAR                                                    |
| 160049 -         | 1999 TF189               | 12 ottobre 1999   | LINEAR                                                    |
| 160050 -         | 1999 TW242               | 4 ottobre 1999    | CSS                                                       |
| 160051 -         | 1999 TB260               | 9 ottobre 1999    | LINEAR                                                    |
| 160052 -         | 1999 TQ265               | 3 ottobre 1999    | LINEAR                                                    |
| 160053 -         | 1999 TD284               | 9 ottobre 1999    | LINEAR                                                    |
| 160054 -         | 1999 TZ290               | 10 ottobre 1999   | LINEAR                                                    |
| 160055 -         | 1999 UQ44                | 30 ottobre 1999   | LONEOS                                                    |
| 160056 -         | 1999 UF52                | 31 ottobre 1999   | CSS                                                       |
| 160057 -         | 1999 UZ60                | 18 ottobre 1999   | LINEAR                                                    |
| 160058 -         | 1999 VV36                | 3 novembre 1999   | LINEAR                                                    |
| 160059 -         | 1999 VV88                | 4 novembre 1999   | LINEAR                                                    |
| 160060 -         | 1999 VV113               | 4 novembre 1999   | CSS                                                       |
| 160061 -         | 1999 VG127               | 9 novembre 1999   | Spacewatch                                                |
| 160062 -         | 1999 VQ143               | 11 novembre 1999  | CSS                                                       |
| 160063 -         | 1999 VV204               | 10 novembre 1999  | Spacewatch                                                |
| 160064 -         | 1999 XG114               | 11 dicembre 1999  | LINEAR                                                    |
| 160065 -         | 1999 XX117               | 5 dicembre 1999   | CSS                                                       |
| 160066 -         | 1999 XS236               | 5 dicembre 1999   | LONEOS                                                    |
| 160067 -         | 2000 BU5                 | 27 gennaio 2000   | LINEAR                                                    |
| 160068 -         | 2000 CS10                | 2 febbraio 2000   | LINEAR                                                    |
| 160069 -         | 2000 CO12                | 2 febbraio 2000   | LINEAR                                                    |
| 160070 -         | 2000 CU98                | 8 febbraio 2000   | Spacewatch                                                |
| 160071 -         | 2000 CD100               | 10 febbraio 2000  | Spacewatch                                                |
| 160072 -         | 2000 DE8                 | 28 febbraio 2000  | Spacewatch                                                |
| 160073 -         | 2000 DH60                | 29 febbraio 2000  | LINEAR                                                    |
| 160074 -         | 2000 EV125               | 11 marzo 2000     | LONEOS                                                    |
| 160075 -         | 2000 FK34                | 29 marzo 2000     | LINEAR                                                    |
| 160076 -         | 2000 GS8                 | 5 aprile 2000     | LINEAR                                                    |
| 160077 -         | 2000 GG27                | 5 aprile 2000     | LINEAR                                                    |
| 160078 -         | 2000 GN154               | 6 aprile 2000     | LONEOS                                                    |
| 160079 -         | 2000 GD175               | 5 aprile 2000     | LONEOS                                                    |
| 160080 -         | 2000 HG21                | 27 aprile 2000    | LINEAR                                                    |
| 160081 -         | 2000 JK40                | 7 maggio 2000     | LINEAR                                                    |
| 160082 -         | 2000 KM58                | 24 maggio 2000    | LONEOS                                                    |
| 160083 -         | 2000 KX67                | 30 maggio 2000    | LONEOS                                                    |
| 160084 -         | 2000 KP74                | 27 maggio 2000    | LINEAR                                                    |
| 160085 -         | 2000 LJ6                 | 5 giugno 2000     | LINEAR                                                    |
| 160086 -         | 2000 LT23                | 7 giugno 2000     | LINEAR                                                    |
| 160087 -         | 2000 NT26                | 4 luglio 2000     | LONEOS                                                    |
| 160088 -         | 2000 NG27                | 4 luglio 2000     | LONEOS                                                    |
| 160089 -         | 2000 OP7                 | 30 luglio 2000    | LINEAR                                                    |
| 160090 -         | 2000 ON38                | 30 luglio 2000    | LINEAR                                                    |
| 160091 -         | 2000 OL67                | 29 luglio 2000    | Buie, M. W., Kern, S. D.                                  |
| 160092 -         | 2000 PL6                 | 5 agosto 2000     | NEAT                                                      |
| 160093 -         | 2000 QW44                | 24 agosto 2000    | LINEAR                                                    |
| 160094 -         | 2000 QR67                | 28 agosto 2000    | LINEAR                                                    |
| 160095 -         | 2000 QU101               | 28 agosto 2000    | LINEAR                                                    |
| 160096 -         | 2000 QJ118               | 25 agosto 2000    | LINEAR                                                    |
| 160097 -         | 2000 QJ165               | 31 agosto 2000    | LINEAR                                                    |
| 160098 -         | 2000 QX169               | 31 agosto 2000    | LINEAR                                                    |
| 160099 -         | 2000 QR229               | 31 agosto 2000    | LINEAR                                                    |
| 160100 -         | 2000 RD                  | 1 settembre 2000  | LINEAR                                                    |

## 160101-160200
| Nome        | Designazione provvisoria | Data di scoperta  | Scopritore               |
| ----------- | ------------------------ | ----------------- | ------------------------ |
| 160101 -    | 2000 RM23                | 1 settembre 2000  | LINEAR                   |
| 160102 -    | 2000 RX73                | 2 settembre 2000  | LINEAR                   |
| 160103 -    | 2000 RM104               | 6 settembre 2000  | LINEAR                   |
| 160104 -    | 2000 SG27                | 23 settembre 2000 | LINEAR                   |
| 160105 Gobi | 2000 SK43                | 26 settembre 2000 | Casulli, V. S.           |
| 160106 -    | 2000 SS62                | 24 settembre 2000 | LINEAR                   |
| 160107 -    | 2000 SD98                | 23 settembre 2000 | LINEAR                   |
| 160108 -    | 2000 SY144               | 24 settembre 2000 | LINEAR                   |
| 160109 -    | 2000 SH148               | 24 settembre 2000 | LINEAR                   |
| 160110 -    | 2000 SW152               | 24 settembre 2000 | LINEAR                   |
| 160111 -    | 2000 SZ160               | 27 settembre 2000 | LINEAR                   |
| 160112 -    | 2000 SP189               | 22 settembre 2000 | NEAT                     |
| 160113 -    | 2000 SK216               | 26 settembre 2000 | LINEAR                   |
| 160114 -    | 2000 SX216               | 26 settembre 2000 | LINEAR                   |
| 160115 -    | 2000 ST237               | 25 settembre 2000 | LINEAR                   |
| 160116 -    | 2000 SR241               | 24 settembre 2000 | LINEAR                   |
| 160117 -    | 2000 SY253               | 24 settembre 2000 | LINEAR                   |
| 160118 -    | 2000 SU268               | 27 settembre 2000 | LINEAR                   |
| 160119 -    | 2000 TM31                | 4 ottobre 2000    | Spacewatch               |
| 160120 -    | 2000 UU7                 | 24 ottobre 2000   | LINEAR                   |
| 160121 -    | 2000 UZ44                | 24 ottobre 2000   | LINEAR                   |
| 160122 -    | 2000 UT60                | 25 ottobre 2000   | LINEAR                   |
| 160123 -    | 2000 UQ75                | 31 ottobre 2000   | LINEAR                   |
| 160124 -    | 2000 UM98                | 25 ottobre 2000   | LINEAR                   |
| 160125 -    | 2000 VF8                 | 1 novembre 2000   | LINEAR                   |
| 160126 -    | 2000 WW94                | 21 novembre 2000  | LINEAR                   |
| 160127 -    | 2000 WX96                | 21 novembre 2000  | LINEAR                   |
| 160128 -    | 2000 XK19                | 4 dicembre 2000   | LINEAR                   |
| 160129 -    | 2000 XP23                | 4 dicembre 2000   | LINEAR                   |
| 160130 -    | 2000 XU32                | 4 dicembre 2000   | LINEAR                   |
| 160131 -    | 2000 XS45                | 15 dicembre 2000  | LINEAR                   |
| 160132 -    | 2000 YJ7                 | 20 dicembre 2000  | LINEAR                   |
| 160133 -    | 2000 YZ60                | 30 dicembre 2000  | LINEAR                   |
| 160134 -    | 2000 YP124               | 29 dicembre 2000  | LONEOS                   |
| 160135 -    | 2000 YB131               | 30 dicembre 2000  | LINEAR                   |
| 160136 -    | 2001 BV10                | 20 gennaio 2001   | LINEAR                   |
| 160137 -    | 2001 BU41                | 20 gennaio 2001   | LINEAR                   |
| 160138 -    | 2001 CT35                | 13 febbraio 2001  | LINEAR                   |
| 160139 -    | 2001 CK47                | 13 febbraio 2001  | Spacewatch               |
| 160140 -    | 2001 DZ3                 | 16 febbraio 2001  | LINEAR                   |
| 160141 -    | 2001 DW8                 | 16 febbraio 2001  | LINEAR                   |
| 160142 -    | 2001 DG101               | 16 febbraio 2001  | LINEAR                   |
| 160143 -    | 2001 ED17                | 14 marzo 2001     | LINEAR                   |
| 160144 -    | 2001 FN52                | 18 marzo 2001     | LINEAR                   |
| 160145 -    | 2001 FR88                | 26 marzo 2001     | Spacewatch               |
| 160146 -    | 2001 HU22                | 26 aprile 2001    | Yeung, W. K. Y.          |
| 160147 -    | 2001 KN76                | 22 maggio 2001    | Buie, M. W.              |
| 160148 -    | 2001 KV76                | 24 maggio 2001    | Buie, M. W.              |
| 160149 -    | 2001 LC10                | 15 giugno 2001    | LINEAR                   |
| 160150 -    | 2001 MP30                | 16 giugno 2001    | LONEOS                   |
| 160151 -    | 2001 ND2                 | 13 luglio 2001    | NEAT                     |
| 160152 -    | 2001 OS54                | 22 luglio 2001    | NEAT                     |
| 160153 -    | 2001 OD59                | 21 luglio 2001    | NEAT                     |
| 160154 -    | 2001 QD103               | 19 agosto 2001    | LINEAR                   |
| 160155 -    | 2001 QP138               | 22 agosto 2001    | LINEAR                   |
| 160156 -    | 2001 QA283               | 18 agosto 2001    | LONEOS                   |
| 160157 -    | 2001 RZ19                | 7 settembre 2001  | LINEAR                   |
| 160158 -    | 2001 RS121               | 12 settembre 2001 | LINEAR                   |
| 160159 -    | 2001 SU79                | 20 settembre 2001 | LINEAR                   |
| 160160 -    | 2001 SL116               | 21 settembre 2001 | LINEAR                   |
| 160161 -    | 2001 SF283               | 22 settembre 2001 | LINEAR                   |
| 160162 -    | 2001 SX345               | 23 settembre 2001 | NEAT                     |
| 160163 -    | 2001 TB209               | 12 ottobre 2001   | LONEOS                   |
| 160164 -    | 2001 TW252               | 14 ottobre 2001   | Sloan Digital Sky Survey |
| 160165 -    | 2001 UR                  | 18 ottobre 2001   | Ball, L.                 |
| 160166 -    | 2001 UH88                | 21 ottobre 2001   | Spacewatch               |
| 160167 -    | 2001 UH131               | 20 ottobre 2001   | LINEAR                   |
| 160168 -    | 2001 UF145               | 23 ottobre 2001   | LINEAR                   |
| 160169 -    | 2001 UJ149               | 23 ottobre 2001   | LINEAR                   |
| 160170 -    | 2001 VM40                | 9 novembre 2001   | LINEAR                   |
| 160171 -    | 2001 VJ48                | 9 novembre 2001   | LINEAR                   |
| 160172 -    | 2001 VP78                | 15 novembre 2001  | LINEAR                   |
| 160173 -    | 2001 VR125               | 12 novembre 2001  | LINEAR                   |
| 160174 -    | 2001 WZ7                 | 17 novembre 2001  | LINEAR                   |
| 160175 -    | 2001 WN28                | 17 novembre 2001  | LINEAR                   |
| 160176 -    | 2001 WN29                | 17 novembre 2001  | LINEAR                   |
| 160177 -    | 2001 WA58                | 19 novembre 2001  | LINEAR                   |
| 160178 -    | 2001 WK61                | 19 novembre 2001  | LINEAR                   |
| 160179 -    | 2001 WD75                | 20 novembre 2001  | LINEAR                   |
| 160180 -    | 2001 WH77                | 20 novembre 2001  | LINEAR                   |
| 160181 -    | 2001 WH88                | 19 novembre 2001  | LINEAR                   |
| 160182 -    | 2001 WJ102               | 19 novembre 2001  | LONEOS                   |
| 160183 -    | 2001 XA73                | 11 dicembre 2001  | LINEAR                   |
| 160184 -    | 2001 XM114               | 13 dicembre 2001  | LINEAR                   |
| 160185 -    | 2001 XF117               | 13 dicembre 2001  | LINEAR                   |
| 160186 -    | 2001 XB123               | 14 dicembre 2001  | LINEAR                   |
| 160187 -    | 2001 XU165               | 14 dicembre 2001  | LINEAR                   |
| 160188 -    | 2001 XA187               | 14 dicembre 2001  | LINEAR                   |
| 160189 -    | 2001 XS194               | 14 dicembre 2001  | LINEAR                   |
| 160190 -    | 2001 XA204               | 11 dicembre 2001  | LINEAR                   |
| 160191 -    | 2001 XK212               | 11 dicembre 2001  | LINEAR                   |
| 160192 -    | 2001 YU11                | 18 dicembre 2001  | LINEAR                   |
| 160193 -    | 2001 YH48                | 18 dicembre 2001  | LINEAR                   |
| 160194 -    | 2001 YK67                | 18 dicembre 2001  | LINEAR                   |
| 160195 -    | 2001 YF73                | 18 dicembre 2001  | LINEAR                   |
| 160196 -    | 2001 YT84                | 18 dicembre 2001  | LINEAR                   |
| 160197 -    | 2001 YP139               | 24 dicembre 2001  | NEAT                     |
| 160198 -    | 2001 YH151               | 19 dicembre 2001  | NEAT                     |
| 160199 -    | 2002 AJ45                | 9 gennaio 2002    | LINEAR                   |
| 160200 -    | 2002 AT111               | 9 gennaio 2002    | LINEAR                   |

## 160201-160300
| Nome                 | Designazione provvisoria | Data di scoperta  | Scopritore                  |
| -------------------- | ------------------------ | ----------------- | --------------------------- |
| 160201 -             | 2002 AP151               | 14 gennaio 2002   | LINEAR                      |
| 160202 -             | 2002 BG20                | 22 gennaio 2002   | NEAT                        |
| 160203 -             | 2002 BH31                | 21 gennaio 2002   | NEAT                        |
| 160204 -             | 2002 CT30                | 6 febbraio 2002   | LINEAR                      |
| 160205 -             | 2002 CF35                | 6 febbraio 2002   | LINEAR                      |
| 160206 -             | 2002 CZ35                | 7 febbraio 2002   | LINEAR                      |
| 160207 -             | 2002 CE39                | 10 febbraio 2002  | Yeung, W. K. Y.             |
| 160208 -             | 2002 CY77                | 7 febbraio 2002   | LINEAR                      |
| 160209 -             | 2002 CA96                | 7 febbraio 2002   | LINEAR                      |
| 160210 -             | 2002 CP110               | 7 febbraio 2002   | LINEAR                      |
| 160211 -             | 2002 CQ196               | 10 febbraio 2002  | LINEAR                      |
| 160212 -             | 2002 CM198               | 10 febbraio 2002  | LINEAR                      |
| 160213 -             | 2002 CS252               | 4 febbraio 2002   | NEAT                        |
| 160214 -             | 2002 CD257               | 5 febbraio 2002   | LONEOS                      |
| 160215 Haines-Stiles | 2002 CB274               | 8 febbraio 2002   | Buie, M. W.                 |
| 160216 -             | 2002 ES28                | 9 marzo 2002      | LINEAR                      |
| 160217 -             | 2002 EZ39                | 9 marzo 2002      | LINEAR                      |
| 160218 -             | 2002 EQ61                | 13 marzo 2002     | LINEAR                      |
| 160219 -             | 2002 EM112               | 10 marzo 2002     | Spacewatch                  |
| 160220 -             | 2002 FP20                | 18 marzo 2002     | NEAT                        |
| 160221 -             | 2002 FL32                | 20 marzo 2002     | LINEAR                      |
| 160222 -             | 2002 GF24                | 15 aprile 2002    | NEAT                        |
| 160223 -             | 2002 GK46                | 2 aprile 2002     | NEAT                        |
| 160224 -             | 2002 GT59                | 8 aprile 2002     | NEAT                        |
| 160225 -             | 2002 GC60                | 8 aprile 2002     | LINEAR                      |
| 160226 -             | 2002 GZ93                | 9 aprile 2002     | LINEAR                      |
| 160227 -             | 2002 GK107               | 11 aprile 2002    | NEAT                        |
| 160228 -             | 2002 GQ112               | 10 aprile 2002    | LINEAR                      |
| 160229 -             | 2002 GN144               | 11 aprile 2002    | NEAT                        |
| 160230 -             | 2002 GY181               | 8 aprile 2002     | Spacewatch                  |
| 160231 -             | 2002 HA                  | 16 aprile 2002    | Uppsala-DLR Asteroid Survey |
| 160232 -             | 2002 HP7                 | 19 aprile 2002    | Spacewatch                  |
| 160233 -             | 2002 JQ14                | 8 maggio 2002     | LINEAR                      |
| 160234 -             | 2002 JM23                | 8 maggio 2002     | LINEAR                      |
| 160235 -             | 2002 JP37                | 8 maggio 2002     | NEAT                        |
| 160236 -             | 2002 JH56                | 9 maggio 2002     | LINEAR                      |
| 160237 -             | 2002 JX100               | 14 maggio 2002    | NEAT                        |
| 160238 -             | 2002 JG111               | 11 maggio 2002    | LINEAR                      |
| 160239 -             | 2002 JR118               | 5 maggio 2002     | LONEOS                      |
| 160240 -             | 2002 JO119               | 5 maggio 2002     | NEAT                        |
| 160241 -             | 2002 JO145               | 14 maggio 2002    | NEAT                        |
| 160242 -             | 2002 MX1                 | 16 giugno 2002    | NEAT                        |
| 160243 -             | 2002 NM32                | 13 luglio 2002    | LINEAR                      |
| 160244 -             | 2002 NN35                | 9 luglio 2002     | LINEAR                      |
| 160245 -             | 2002 NZ56                | 14 luglio 2002    | Hönig, S. F.                |
| 160246 -             | 2002 OV2                 | 17 luglio 2002    | LINEAR                      |
| 160247 -             | 2002 OF3                 | 17 luglio 2002    | LINEAR                      |
| 160248 -             | 2002 ON7                 | 20 luglio 2002    | NEAT                        |
| 160249 -             | 2002 PH23                | 6 agosto 2002     | NEAT                        |
| 160250 -             | 2002 PZ32                | 6 agosto 2002     | NEAT                        |
| 160251 -             | 2002 PF41                | 4 agosto 2002     | LINEAR                      |
| 160252 -             | 2002 PW41                | 5 agosto 2002     | LINEAR                      |
| 160253 -             | 2002 PH49                | 10 agosto 2002    | LINEAR                      |
| 160254 -             | 2002 PF69                | 11 agosto 2002    | LINEAR                      |
| 160255 -             | 2002 PJ131               | 14 agosto 2002    | NEAT                        |
| 160256 -             | 2002 PD149               | 10 agosto 2002    | Buie, M. W.                 |
| 160257 -             | 2002 QW24                | 28 agosto 2002    | LINEAR                      |
| 160258 -             | 2002 QB25                | 28 agosto 2002    | LINEAR                      |
| 160259 Mareike       | 2002 QH53                | 29 agosto 2002    | Hönig, S. F.                |
| 160260 -             | 2002 QZ104               | 26 agosto 2002    | NEAT                        |
| 160261 -             | 2002 RZ5                 | 1 settembre 2002  | NEAT                        |
| 160262 -             | 2002 RO8                 | 3 settembre 2002  | NEAT                        |
| 160263 -             | 2002 RE13                | 4 settembre 2002  | LONEOS                      |
| 160264 -             | 2002 RF64                | 5 settembre 2002  | LINEAR                      |
| 160265 -             | 2002 RH75                | 5 settembre 2002  | LINEAR                      |
| 160266 -             | 2002 SO15                | 27 settembre 2002 | NEAT                        |
| 160267 -             | 2002 SY18                | 27 settembre 2002 | LINEAR                      |
| 160268 -             | 2002 SP20                | 26 settembre 2002 | NEAT                        |
| 160269 -             | 2002 SW51                | 17 settembre 2002 | NEAT                        |
| 160270 -             | 2002 TU59                | 4 ottobre 2002    | LINEAR                      |
| 160271 -             | 2002 TN60                | 5 ottobre 2002    | LINEAR                      |
| 160272 -             | 2002 TW64                | 4 ottobre 2002    | LINEAR                      |
| 160273 -             | 2002 TS110               | 2 ottobre 2002    | NEAT                        |
| 160274 -             | 2002 TX118               | 3 ottobre 2002    | NEAT                        |
| 160275 -             | 2002 TH130               | 4 ottobre 2002    | LINEAR                      |
| 160276 -             | 2002 TH216               | 6 ottobre 2002    | LINEAR                      |
| 160277 -             | 2002 TX222               | 7 ottobre 2002    | LINEAR                      |
| 160278 -             | 2002 TQ236               | 6 ottobre 2002    | LINEAR                      |
| 160279 -             | 2002 TJ376               | 6 ottobre 2002    | LINEAR                      |
| 160280 -             | 2002 UF5                 | 28 ottobre 2002   | NEAT                        |
| 160281 -             | 2002 WO                  | 21 novembre 2002  | NEAT                        |
| 160282 -             | 2002 YL10                | 31 dicembre 2002  | LINEAR                      |
| 160283 -             | 2003 AH38                | 7 gennaio 2003    | LINEAR                      |
| 160284 -             | 2003 AX67                | 8 gennaio 2003    | LINEAR                      |
| 160285 -             | 2003 AC83                | 12 gennaio 2003   | LINEAR                      |
| 160286 -             | 2003 BC40                | 27 gennaio 2003   | Spacewatch                  |
| 160287 -             | 2003 BO58                | 27 gennaio 2003   | LINEAR                      |
| 160288 -             | 2003 BD65                | 30 gennaio 2003   | LONEOS                      |
| 160289 -             | 2003 BM66                | 30 gennaio 2003   | LONEOS                      |
| 160290 -             | 2003 BV82                | 31 gennaio 2003   | LONEOS                      |
| 160291 -             | 2003 CP6                 | 1 febbraio 2003   | LINEAR                      |
| 160292 -             | 2003 DM6                 | 20 febbraio 2003  | Uppsala-DLR Asteroid Survey |
| 160293 -             | 2003 DK24                | 21 febbraio 2003  | NEAT                        |
| 160294 -             | 2003 EB33                | 7 marzo 2003      | LONEOS                      |
| 160295 -             | 2003 EY49                | 10 marzo 2003     | Spacewatch                  |
| 160296 -             | 2003 FE12                | 24 marzo 2003     | Spacewatch                  |
| 160297 -             | 2003 FV22                | 22 marzo 2003     | NEAT                        |
| 160298 -             | 2003 FD72                | 26 marzo 2003     | NEAT                        |
| 160299 -             | 2003 FN90                | 29 marzo 2003     | LONEOS                      |
| 160300 -             | 2003 FR91                | 29 marzo 2003     | LONEOS                      |

## 160301-160400
| Nome     | Designazione provvisoria | Data di scoperta  | Scopritore                    |
| -------- | ------------------------ | ----------------- | ----------------------------- |
| 160301 - | 2003 FQ100               | 31 marzo 2003     | LONEOS                        |
| 160302 - | 2003 FZ101               | 31 marzo 2003     | LINEAR                        |
| 160303 - | 2003 FE111               | 31 marzo 2003     | LINEAR                        |
| 160304 - | 2003 GW1                 | 2 aprile 2003     | NEAT                          |
| 160305 - | 2003 GK2                 | 1 aprile 2003     | LINEAR                        |
| 160306 - | 2003 GE5                 | 1 aprile 2003     | LINEAR                        |
| 160307 - | 2003 GA6                 | 1 aprile 2003     | LINEAR                        |
| 160308 - | 2003 GX12                | 1 aprile 2003     | LINEAR                        |
| 160309 - | 2003 GT16                | 4 aprile 2003     | LINEAR                        |
| 160310 - | 2003 GA32                | 8 aprile 2003     | LINEAR                        |
| 160311 - | 2003 GA37                | 6 aprile 2003     | LONEOS                        |
| 160312 - | 2003 GT39                | 8 aprile 2003     | LINEAR                        |
| 160313 - | 2003 HX28                | 28 aprile 2003    | LONEOS                        |
| 160314 - | 2003 HZ42                | 28 aprile 2003    | LINEAR                        |
| 160315 - | 2003 HO49                | 30 aprile 2003    | NEAT                          |
| 160316 - | 2003 HD51                | 28 aprile 2003    | NEAT                          |
| 160317 - | 2003 JE5                 | 1 maggio 2003     | LINEAR                        |
| 160318 - | 2003 JR8                 | 2 maggio 2003     | LINEAR                        |
| 160319 - | 2003 JQ10                | 2 maggio 2003     | Spacewatch                    |
| 160320 - | 2003 KF12                | 27 maggio 2003    | LONEOS                        |
| 160321 - | 2003 KP13                | 26 maggio 2003    | NEAT                          |
| 160322 - | 2003 LA4                 | 5 giugno 2003     | Broughton, J.                 |
| 160323 - | 2003 MZ8                 | 28 giugno 2003    | LINEAR                        |
| 160324 - | 2003 ME10                | 29 giugno 2003    | LINEAR                        |
| 160325 - | 2003 NV1                 | 2 luglio 2003     | McNaught, R. H.               |
| 160326 - | 2003 NF7                 | 7 luglio 2003     | Broughton, J.                 |
| 160327 - | 2003 NJ10                | 3 luglio 2003     | Spacewatch                    |
| 160328 - | 2003 OG4                 | 21 luglio 2003    | CINEOS                        |
| 160329 - | 2003 OC31                | 30 luglio 2003    | LINEAR                        |
| 160330 - | 2003 QN42                | 22 agosto 2003    | LINEAR                        |
| 160331 - | 2003 QS57                | 23 agosto 2003    | LINEAR                        |
| 160332 - | 2003 QU60                | 23 agosto 2003    | LINEAR                        |
| 160333 - | 2003 QC79                | 24 agosto 2003    | LINEAR                        |
| 160334 - | 2003 QH109               | 31 agosto 2003    | LINEAR                        |
| 160335 - | 2003 RK3                 | 1 settembre 2003  | LINEAR                        |
| 160336 - | 2003 RW4                 | 3 settembre 2003  | NEAT                          |
| 160337 - | 2003 RF18                | 15 settembre 2003 | NEAT                          |
| 160338 - | 2003 SR52                | 19 settembre 2003 | NEAT                          |
| 160339 - | 2003 SY66                | 19 settembre 2003 | CINEOS                        |
| 160340 - | 2003 SB100               | 20 settembre 2003 | NEAT                          |
| 160341 - | 2003 ST103               | 20 settembre 2003 | LINEAR                        |
| 160342 - | 2003 SW103               | 20 settembre 2003 | LINEAR                        |
| 160343 - | 2003 SP139               | 18 settembre 2003 | LINEAR                        |
| 160344 - | 2003 SG145               | 20 settembre 2003 | CINEOS                        |
| 160345 - | 2003 SJ175               | 18 settembre 2003 | Spacewatch                    |
| 160346 - | 2003 SB296               | 29 settembre 2003 | LONEOS                        |
| 160347 - | 2003 TL16                | 15 ottobre 2003   | LONEOS                        |
| 160348 - | 2003 TY20                | 15 ottobre 2003   | LONEOS                        |
| 160349 - | 2003 UA28                | 22 ottobre 2003   | Goodricke-Pigott              |
| 160350 - | 2003 UY49                | 16 ottobre 2003   | NEAT                          |
| 160351 - | 2003 UZ85                | 18 ottobre 2003   | NEAT                          |
| 160352 - | 2003 UJ138               | 21 ottobre 2003   | LINEAR                        |
| 160353 - | 2003 UV162               | 21 ottobre 2003   | LINEAR                        |
| 160354 - | 2003 UO198               | 21 ottobre 2003   | Spacewatch                    |
| 160355 - | 2003 UT226               | 22 ottobre 2003   | LINEAR                        |
| 160356 - | 2003 UU278               | 25 ottobre 2003   | LINEAR                        |
| 160357 - | 2003 WF117               | 20 novembre 2003  | LINEAR                        |
| 160358 - | 2003 WE159               | 29 novembre 2003  | LINEAR                        |
| 160359 - | 2003 XV6                 | 3 dicembre 2003   | LINEAR                        |
| 160360 - | 2003 XU12                | 14 dicembre 2003  | NEAT                          |
| 160361 - | 2003 YD66                | 20 dicembre 2003  | LINEAR                        |
| 160362 - | 2003 YP90                | 20 dicembre 2003  | LINEAR                        |
| 160363 - | 2003 YP107               | 17 dicembre 2003  | LINEAR                        |
| 160364 - | 2004 BW115               | 26 gennaio 2004   | LONEOS                        |
| 160365 - | 2004 DC66                | 23 febbraio 2004  | LINEAR                        |
| 160366 - | 2004 ER16                | 12 marzo 2004     | NEAT                          |
| 160367 - | 2004 EN37                | 14 marzo 2004     | NEAT                          |
| 160368 - | 2004 EY42                | 15 marzo 2004     | CSS                           |
| 160369 - | 2004 FW34                | 16 marzo 2004     | LINEAR                        |
| 160370 - | 2004 FK36                | 16 marzo 2004     | LINEAR                        |
| 160371 - | 2004 FG47                | 18 marzo 2004     | Spacewatch                    |
| 160372 - | 2004 FC51                | 18 marzo 2004     | Spacewatch                    |
| 160373 - | 2004 FU63                | 19 marzo 2004     | LINEAR                        |
| 160374 - | 2004 GR22                | 12 aprile 2004    | LONEOS                        |
| 160375 - | 2004 HG6                 | 17 aprile 2004    | LINEAR                        |
| 160376 - | 2004 HS27                | 20 aprile 2004    | LINEAR                        |
| 160377 - | 2004 HY27                | 20 aprile 2004    | LINEAR                        |
| 160378 - | 2004 HN30                | 21 aprile 2004    | LINEAR                        |
| 160379 - | 2004 HX59                | 23 aprile 2004    | LINEAR                        |
| 160380 - | 2004 HB67                | 21 aprile 2004    | Spacewatch                    |
| 160381 - | 2004 JV6                 | 11 maggio 2004    | Pittichová, J., Moskovitz, N. |
| 160382 - | 2004 JX16                | 12 maggio 2004    | CSS                           |
| 160383 - | 2004 JL19                | 13 maggio 2004    | NEAT                          |
| 160384 - | 2004 JA30                | 15 maggio 2004    | LINEAR                        |
| 160385 - | 2004 JJ35                | 15 maggio 2004    | LINEAR                        |
| 160386 - | 2004 JX37                | 14 maggio 2004    | LINEAR                        |
| 160387 - | 2004 JS44                | 15 maggio 2004    | LINEAR                        |
| 160388 - | 2004 LC7                 | 11 giugno 2004    | LINEAR                        |
| 160389 - | 2004 LO23                | 15 giugno 2004    | Dellinger, J., Eastman, M.    |
| 160390 - | 2004 NQ8                 | 14 luglio 2004    | Broughton, J.                 |
| 160391 - | 2004 NJ20                | 14 luglio 2004    | LINEAR                        |
| 160392 - | 2004 OJ7                 | 16 luglio 2004    | LINEAR                        |
| 160393 - | 2004 PZ6                 | 6 agosto 2004     | NEAT                          |
| 160394 - | 2004 PB23                | 8 agosto 2004     | LINEAR                        |
| 160395 - | 2004 PF74                | 8 agosto 2004     | LINEAR                        |
| 160396 - | 2004 PY84                | 10 agosto 2004    | LINEAR                        |
| 160397 - | 2004 PJ85                | 10 agosto 2004    | LINEAR                        |
| 160398 - | 2004 PT103               | 12 agosto 2004    | LINEAR                        |
| 160399 - | 2004 PA105               | 12 agosto 2004    | LINEAR                        |
| 160400 - | 2004 RO5                 | 4 settembre 2004  | NEAT                          |

## 160401-160500
| Nome          | Designazione provvisoria | Data di scoperta  | Scopritore                                |
| ------------- | ------------------------ | ----------------- | ----------------------------------------- |
| 160401 -      | 2004 RC120               | 7 settembre 2004  | Spacewatch                                |
| 160402 -      | 2004 RU192               | 10 settembre 2004 | LINEAR                                    |
| 160403 -      | 2004 RE194               | 10 settembre 2004 | LINEAR                                    |
| 160404 -      | 2004 RC196               | 10 settembre 2004 | LINEAR                                    |
| 160405 -      | 2004 RO201               | 10 settembre 2004 | Spacewatch                                |
| 160406 -      | 2004 TR10                | 7 ottobre 2004    | LINEAR                                    |
| 160407 -      | 2004 TP115               | 4 ottobre 2004    | Spacewatch                                |
| 160408 -      | 2004 VD7                 | 3 novembre 2004   | Spacewatch                                |
| 160409 -      | 2004 VJ7                 | 3 novembre 2004   | Spacewatch                                |
| 160410 -      | 2004 VW15                | 2 novembre 2004   | LONEOS                                    |
| 160411 -      | 2004 VC63                | 7 novembre 2004   | LINEAR                                    |
| 160412 -      | 2004 XO8                 | 2 dicembre 2004   | LINEAR                                    |
| 160413 -      | 2004 XF25                | 9 dicembre 2004   | CSS                                       |
| 160414 -      | 2004 XW32                | 10 dicembre 2004  | LINEAR                                    |
| 160415 -      | 2004 XA78                | 10 dicembre 2004  | LINEAR                                    |
| 160416 -      | 2004 YP2                 | 16 dicembre 2004  | CSS                                       |
| 160417 -      | 2004 YL22                | 18 dicembre 2004  | Mount Lemmon Survey                       |
| 160418 -      | 2005 AR8                 | 6 gennaio 2005    | CSS                                       |
| 160419 -      | 2005 AA55                | 15 gennaio 2005   | CSS                                       |
| 160420 -      | 2005 AZ65                | 13 gennaio 2005   | Spacewatch                                |
| 160421 -      | 2005 BG13                | 17 gennaio 2005   | LINEAR                                    |
| 160422 -      | 2005 CD22                | 3 febbraio 2005   | LINEAR                                    |
| 160423 -      | 2005 EU10                | 2 marzo 2005      | Spacewatch                                |
| 160424 -      | 2005 EM243               | 11 marzo 2005     | LONEOS                                    |
| 160425 -      | 2005 JF                  | 2 maggio 2005     | Broughton, J.                             |
| 160426 -      | 2005 QL114               | 27 agosto 2005    | NEAT                                      |
| 160427 -      | 2005 RL43                | 3 settembre 2005  | Becker, A. C., Puckett, A. W., Kubica, J. |
| 160428 -      | 2005 SV12                | 24 settembre 2005 | Spacewatch                                |
| 160429 -      | 2005 SZ26                | 23 settembre 2005 | Spacewatch                                |
| 160430 -      | 2005 SQ30                | 23 settembre 2005 | Spacewatch                                |
| 160431 -      | 2005 ST33                | 23 settembre 2005 | Spacewatch                                |
| 160432 -      | 2005 SF74                | 24 settembre 2005 | Spacewatch                                |
| 160433 -      | 2005 SJ75                | 24 settembre 2005 | Spacewatch                                |
| 160434 -      | 2005 SM75                | 24 settembre 2005 | Spacewatch                                |
| 160435 -      | 2005 SA78                | 24 settembre 2005 | Spacewatch                                |
| 160436 -      | 2005 SX128               | 29 settembre 2005 | NEAT                                      |
| 160437 -      | 2005 SS139               | 25 settembre 2005 | Spacewatch                                |
| 160438 -      | 2005 SP140               | 25 settembre 2005 | Spacewatch                                |
| 160439 -      | 2005 SS204               | 30 settembre 2005 | LONEOS                                    |
| 160440 -      | 2005 SJ239               | 30 settembre 2005 | Spacewatch                                |
| 160441 -      | 2005 SW252               | 24 settembre 2005 | NEAT                                      |
| 160442 -      | 2005 SE253               | 24 settembre 2005 | NEAT                                      |
| 160443 -      | 2005 TP36                | 1 ottobre 2005    | Mount Lemmon Survey                       |
| 160444 -      | 2005 TP54                | 1 ottobre 2005    | CSS                                       |
| 160445 -      | 2005 TU78                | 7 ottobre 2005    | CSS                                       |
| 160446 -      | 2005 UG227               | 25 ottobre 2005   | Spacewatch                                |
| 160447 -      | 2005 UQ245               | 26 ottobre 2005   | Spacewatch                                |
| 160448 -      | 2005 UK433               | 28 ottobre 2005   | Spacewatch                                |
| 160449 -      | 2005 US433               | 28 ottobre 2005   | Spacewatch                                |
| 160450 -      | 2005 UX475               | 22 ottobre 2005   | CSS                                       |
| 160451 -      | 2005 UO496               | 26 ottobre 2005   | NEAT                                      |
| 160452 -      | 2005 UK498               | 27 ottobre 2005   | CSS                                       |
| 160453 -      | 2005 VK118               | 12 novembre 2005  | LINEAR                                    |
| 160454 -      | 2005 WU27                | 21 novembre 2005  | Spacewatch                                |
| 160455 -      | 2005 WX81                | 28 novembre 2005  | LINEAR                                    |
| 160456 -      | 2005 WH117               | 28 novembre 2005  | LINEAR                                    |
| 160457 -      | 2005 YW168               | 29 dicembre 2005  | NEAT                                      |
| 160458 -      | 2005 YT174               | 29 dicembre 2005  | NEAT                                      |
| 160459 -      | 2005 YL188               | 28 dicembre 2005  | Mount Lemmon Survey                       |
| 160460 -      | 2006 BH22                | 22 gennaio 2006   | Mount Lemmon Survey                       |
| 160461 -      | 2006 BG38                | 23 gennaio 2006   | Mount Lemmon Survey                       |
| 160462 -      | 2006 BR73                | 23 gennaio 2006   | Spacewatch                                |
| 160463 -      | 2006 BJ118               | 26 gennaio 2006   | Spacewatch                                |
| 160464 -      | 2006 BQ145               | 23 gennaio 2006   | CSS                                       |
| 160465 -      | 2006 BL226               | 30 gennaio 2006   | Spacewatch                                |
| 160466 -      | 2006 CL47                | 3 febbraio 2006   | Spacewatch                                |
| 160467 -      | 2006 DC63                | 22 febbraio 2006  | Mount Lemmon Survey                       |
| 160468 -      | 2006 DZ67                | 24 febbraio 2006  | NEAT                                      |
| 160469 -      | 2006 DK114               | 27 febbraio 2006  | CSS                                       |
| 160470 -      | 2006 FG20                | 23 marzo 2006     | Mount Lemmon Survey                       |
| 160471 -      | 2006 FB49                | 25 marzo 2006     | CSS                                       |
| 160472 -      | 2006 HM35                | 19 aprile 2006    | CSS                                       |
| 160473 -      | 2006 HO83                | 26 aprile 2006    | Spacewatch                                |
| 160474 -      | 2006 JM31                | 3 maggio 2006     | Spacewatch                                |
| 160475 -      | 2006 KR12                | 20 maggio 2006    | Spacewatch                                |
| 160476 -      | 2006 SO124               | 19 settembre 2006 | CSS                                       |
| 160477 -      | 2006 VF148               | 15 novembre 2006  | Mount Lemmon Survey                       |
| 160478 -      | 2006 WO82                | 18 novembre 2006  | Spacewatch                                |
| 160479 -      | 2006 WJ168               | 23 novembre 2006  | Spacewatch                                |
| 160480 -      | 2006 XE26                | 12 dicembre 2006  | CSS                                       |
| 160481 -      | 2006 XH32                | 9 dicembre 2006   | Spacewatch                                |
| 160482 -      | 2007 AM5                 | 8 gennaio 2007    | Mount Lemmon Survey                       |
| 160483 -      | 2007 AS14                | 10 gennaio 2007   | Spacewatch                                |
| 160484 -      | 2007 AF27                | 10 gennaio 2007   | Spacewatch                                |
| 160485 -      | 2007 BL2                 | 16 gennaio 2007   | LONEOS                                    |
| 160486 -      | 2007 BU18                | 17 gennaio 2007   | Spacewatch                                |
| 160487 -      | 2007 BL20                | 23 gennaio 2007   | LONEOS                                    |
| 160488 -      | 2007 BD33                | 24 gennaio 2007   | Mount Lemmon Survey                       |
| 160489 -      | 2007 BV44                | 25 gennaio 2007   | CSS                                       |
| 160490 -      | 2007 BB45                | 25 gennaio 2007   | CSS                                       |
| 160491 -      | 2007 CC11                | 6 febbraio 2007   | Mount Lemmon Survey                       |
| 160492 -      | 2007 CU11                | 6 febbraio 2007   | NEAT                                      |
| 160493 Nantou | 2007 CD13                | 6 febbraio 2007   | Ye, Q.-z., Lin, H.-C.                     |
| 160494 -      | 2007 CG20                | 6 febbraio 2007   | NEAT                                      |
| 160495 -      | 2007 CG24                | 8 febbraio 2007   | CSS                                       |
| 160496 -      | 2007 CE55                | 10 febbraio 2007  | CSS                                       |
| 160497 -      | 2007 CH56                | 15 febbraio 2007  | CSS                                       |
| 160498 -      | 2007 CO56                | 15 febbraio 2007  | CSS                                       |
| 160499 -      | 2007 DZ6                 | 16 febbraio 2007  | CSS                                       |
| 160500 -      | 2007 DC32                | 17 febbraio 2007  | Spacewatch                                |

## 160501-160600
| Nome                | Designazione provvisoria | Data di scoperta  | Scopritore                                                |
| ------------------- | ------------------------ | ----------------- | --------------------------------------------------------- |
| 160501 -            | 2007 EC166               | 10 marzo 2007     | LINEAR                                                    |
| 160502 -            | 2007 FY27                | 20 marzo 2007     | Mount Lemmon Survey                                       |
| 160503 -            | 2007 HX17                | 16 aprile 2007    | CSS                                                       |
| 160504 -            | 2007 HX37                | 20 aprile 2007    | Spacewatch                                                |
| 160505 -            | 2007 JN16                | 11 maggio 2007    | Hönig, S. F., Teamo, N.                                   |
| 160506 -            | 2007 JP22                | 11 maggio 2007    | Spacewatch                                                |
| 160507 -            | 3204 T-3                 | 16 ottobre 1977   | van Houten, C. J., van Houten-Groeneveld, I., Gehrels, T. |
| 160508 -            | 4319 T-3                 | 16 ottobre 1977   | van Houten, C. J., van Houten-Groeneveld, I., Gehrels, T. |
| 160509 -            | 1990 EG5                 | 4 marzo 1990      | McNaught, R. H.                                           |
| 160510 -            | 1990 RG1                 | 14 settembre 1990 | Holt, H. E.                                               |
| 160511 -            | 1990 SD11                | 16 settembre 1990 | Holt, H. E.                                               |
| 160512 Franck-Hertz | 1990 TE11                | 11 ottobre 1990   | Börngen, F., Schmadel, L. D.                              |
| 160513 -            | 1990 TD13                | 12 ottobre 1990   | Börngen, F., Schmadel, L. D.                              |
| 160514 -            | 1991 PQ9                 | 7 agosto 1991     | Holt, H. E.                                               |
| 160515 -            | 1993 RP13                | 14 settembre 1993 | Debehogne, H., Elst, E. W.                                |
| 160516 -            | 1994 PC32                | 12 agosto 1994    | Elst, E. W.                                               |
| 160517 -            | 1994 TB4                 | 2 ottobre 1994    | Spacewatch                                                |
| 160518 -            | 1994 VM3                 | 1 novembre 1994   | Spacewatch                                                |
| 160519 -            | 1995 CS3                 | 1 febbraio 1995   | Spacewatch                                                |
| 160520 -            | 1995 GM2                 | 2 aprile 1995     | Spacewatch                                                |
| 160521 -            | 1995 KU                  | 21 maggio 1995    | Beijing Schmidt CCD Asteroid Program                      |
| 160522 -            | 1995 SZ30                | 20 settembre 1995 | Spacewatch                                                |
| 160523 -            | 1995 SN40                | 25 settembre 1995 | Spacewatch                                                |
| 160524 -            | 1996 BF7                 | 19 gennaio 1996   | Spacewatch                                                |
| 160525 -            | 1996 EW10                | 12 marzo 1996     | Spacewatch                                                |
| 160526 -            | 1996 RZ4                 | 13 settembre 1996 | Laurie, S. P.                                             |
| 160527 -            | 1996 RE31                | 13 settembre 1996 | Uppsala-DLR Trojan Survey                                 |
| 160528 -            | 1996 RD32                | 14 settembre 1996 | Uppsala-DLR Trojan Survey                                 |
| 160529 -            | 1996 TN1                 | 6 ottobre 1996    | Viscome, G. R.                                            |
| 160530 -            | 1996 TE16                | 4 ottobre 1996    | Spacewatch                                                |
| 160531 -            | 1996 TB49                | 4 ottobre 1996    | Elst, E. W.                                               |
| 160532 -            | 1996 TH50                | 4 ottobre 1996    | Elst, E. W.                                               |
| 160533 -            | 1996 TT56                | 2 ottobre 1996    | Elst, E. W.                                               |
| 160534 -            | 1996 TA58                | 2 ottobre 1996    | Elst, E. W.                                               |
| 160535 -            | 1996 TC64                | 6 ottobre 1996    | Elst, E. W.                                               |
| 160536 -            | 1996 UZ2                 | 18 ottobre 1996   | Spacewatch                                                |
| 160537 -            | 1996 XD17                | 4 dicembre 1996   | Spacewatch                                                |
| 160538 -            | 1997 CG10                | 2 febbraio 1997   | Spacewatch                                                |
| 160539 -            | 1997 SG                  | 20 settembre 1997 | Klet                                                      |
| 160540 -            | 1997 WB58                | 30 novembre 1997  | Uppsala-DLR Trojan Survey                                 |
| 160541 -            | 1997 WM58                | 26 novembre 1997  | Uppsala-DLR Trojan Survey                                 |
| 160542 -            | 1998 FG47                | 20 marzo 1998     | LINEAR                                                    |
| 160543 -            | 1998 GW8                 | 2 aprile 1998     | LINEAR                                                    |
| 160544 -            | 1998 HV5                 | 21 aprile 1998    | ODAS                                                      |
| 160545 -            | 1998 KA11                | 22 maggio 1998    | Spacewatch                                                |
| 160546 -            | 1998 MD3                 | 18 giugno 1998    | Spacewatch                                                |
| 160547 -            | 1998 MG17                | 27 giugno 1998    | Spacewatch                                                |
| 160548 -            | 1998 OW3                 | 24 luglio 1998    | ODAS                                                      |
| 160549 -            | 1998 QP20                | 17 agosto 1998    | LINEAR                                                    |
| 160550 -            | 1998 QM36                | 17 agosto 1998    | LINEAR                                                    |
| 160551 -            | 1998 QA45                | 17 agosto 1998    | LINEAR                                                    |
| 160552 -            | 1998 QB71                | 24 agosto 1998    | LINEAR                                                    |
| 160553 -            | 1998 QQ82                | 24 agosto 1998    | LINEAR                                                    |
| 160554 -            | 1998 QJ87                | 24 agosto 1998    | LINEAR                                                    |
| 160555 -            | 1998 RB1                 | 12 settembre 1998 | Kobayashi, T.                                             |
| 160556 Greenaugh    | 1998 RR4                 | 14 settembre 1998 | LINEAR                                                    |
| 160557 -            | 1998 RT18                | 14 settembre 1998 | LINEAR                                                    |
| 160558 -            | 1998 RL51                | 14 settembre 1998 | LINEAR                                                    |
| 160559 -            | 1998 RS55                | 14 settembre 1998 | LINEAR                                                    |
| 160560 -            | 1998 SZ6                 | 20 settembre 1998 | Spacewatch                                                |
| 160561 -            | 1998 SR12                | 23 settembre 1998 | CSS                                                       |
| 160562 -            | 1998 SO74                | 21 settembre 1998 | Elst, E. W.                                               |
| 160563 -            | 1998 SC82                | 26 settembre 1998 | LINEAR                                                    |
| 160564 -            | 1998 SL88                | 26 settembre 1998 | LINEAR                                                    |
| 160565 -            | 1998 SW99                | 26 settembre 1998 | LINEAR                                                    |
| 160566 -            | 1998 SO156               | 26 settembre 1998 | LINEAR                                                    |
| 160567 -            | 1998 TP36                | 12 ottobre 1998   | Spacewatch                                                |
| 160568 -            | 1998 UB35                | 28 ottobre 1998   | LINEAR                                                    |
| 160569 -            | 1998 VD1                 | 10 novembre 1998  | LINEAR                                                    |
| 160570 -            | 1998 VQ51                | 13 novembre 1998  | LINEAR                                                    |
| 160571 -            | 1998 WG10                | 21 novembre 1998  | LINEAR                                                    |
| 160572 -            | 1999 CM46                | 10 febbraio 1999  | LINEAR                                                    |
| 160573 -            | 1999 CS142               | 10 febbraio 1999  | Spacewatch                                                |
| 160574 -            | 1999 EH11                | 15 marzo 1999     | Spacewatch                                                |
| 160575 Manuelblasco | 1999 GQ6                 | 13 aprile 1999    | OAM                                                       |
| 160576 -            | 1999 HB7                 | 19 aprile 1999    | Spacewatch                                                |
| 160577 -            | 1999 JL48                | 10 maggio 1999    | LINEAR                                                    |
| 160578 -            | 1999 JJ90                | 12 maggio 1999    | LINEAR                                                    |
| 160579 -            | 1999 JG136               | 7 maggio 1999     | CSS                                                       |
| 160580 -            | 1999 KG                  | 16 maggio 1999    | Spacewatch                                                |
| 160581 -            | 1999 KH12                | 18 maggio 1999    | LINEAR                                                    |
| 160582 -            | 1999 NY3                 | 13 luglio 1999    | LINEAR                                                    |
| 160583 -            | 1999 NN15                | 14 luglio 1999    | LINEAR                                                    |
| 160584 -            | 1999 ND65                | 14 luglio 1999    | LINEAR                                                    |
| 160585 -            | 1999 RK2                 | 5 settembre 1999  | Spacewatch                                                |
| 160586 -            | 1999 RG7                 | 3 settembre 1999  | Spacewatch                                                |
| 160587 -            | 1999 RG15                | 7 settembre 1999  | LINEAR                                                    |
| 160588 -            | 1999 RG17                | 7 settembre 1999  | LINEAR                                                    |
| 160589 -            | 1999 RU25                | 7 settembre 1999  | LINEAR                                                    |
| 160590 -            | 1999 RE28                | 8 settembre 1999  | Juels, C. W.                                              |
| 160591 -            | 1999 RD81                | 7 settembre 1999  | LINEAR                                                    |
| 160592 -            | 1999 RF86                | 7 settembre 1999  | LINEAR                                                    |
| 160593 -            | 1999 RL100               | 8 settembre 1999  | LINEAR                                                    |
| 160594 -            | 1999 RX135               | 9 settembre 1999  | LINEAR                                                    |
| 160595 -            | 1999 RC143               | 9 settembre 1999  | LINEAR                                                    |
| 160596 -            | 1999 RT152               | 9 settembre 1999  | LINEAR                                                    |
| 160597 -            | 1999 RQ159               | 9 settembre 1999  | LINEAR                                                    |
| 160598 -            | 1999 RP162               | 9 settembre 1999  | LINEAR                                                    |
| 160599 -            | 1999 RX166               | 9 settembre 1999  | LINEAR                                                    |
| 160600 -            | 1999 RV210               | 8 settembre 1999  | LINEAR                                                    |

## 160601-160700
| Nome     | Designazione provvisoria | Data di scoperta  | Scopritore    |
| -------- | ------------------------ | ----------------- | ------------- |
| 160601 - | 1999 RO234               | 8 settembre 1999  | CSS           |
| 160602 - | 1999 RX252               | 8 settembre 1999  | LINEAR        |
| 160603 - | 1999 SA15                | 29 settembre 1999 | CSS           |
| 160604 - | 1999 TD11                | 8 ottobre 1999    | Donati, S.    |
| 160605 - | 1999 TT12                | 12 ottobre 1999   | Klet          |
| 160606 - | 1999 TW25                | 3 ottobre 1999    | LINEAR        |
| 160607 - | 1999 TY27                | 3 ottobre 1999    | LINEAR        |
| 160608 - | 1999 TX29                | 4 ottobre 1999    | LINEAR        |
| 160609 - | 1999 TA35                | 3 ottobre 1999    | LINEAR        |
| 160610 - | 1999 TO46                | 4 ottobre 1999    | Spacewatch    |
| 160611 - | 1999 TP47                | 4 ottobre 1999    | Spacewatch    |
| 160612 - | 1999 TF67                | 8 ottobre 1999    | Spacewatch    |
| 160613 - | 1999 TA68                | 8 ottobre 1999    | Spacewatch    |
| 160614 - | 1999 TW82                | 12 ottobre 1999   | Spacewatch    |
| 160615 - | 1999 TG97                | 2 ottobre 1999    | LINEAR        |
| 160616 - | 1999 TR97                | 2 ottobre 1999    | LINEAR        |
| 160617 - | 1999 TF99                | 2 ottobre 1999    | LINEAR        |
| 160618 - | 1999 TV103               | 3 ottobre 1999    | LINEAR        |
| 160619 - | 1999 TH106               | 4 ottobre 1999    | LINEAR        |
| 160620 - | 1999 TS114               | 4 ottobre 1999    | LINEAR        |
| 160621 - | 1999 TK120               | 4 ottobre 1999    | LINEAR        |
| 160622 - | 1999 TF144               | 7 ottobre 1999    | LINEAR        |
| 160623 - | 1999 TX195               | 12 ottobre 1999   | LINEAR        |
| 160624 - | 1999 TD197               | 12 ottobre 1999   | LINEAR        |
| 160625 - | 1999 TP241               | 4 ottobre 1999    | CSS           |
| 160626 - | 1999 TE271               | 3 ottobre 1999    | LINEAR        |
| 160627 - | 1999 TQ295               | 1 ottobre 1999    | CSS           |
| 160628 - | 1999 UU29                | 31 ottobre 1999   | Spacewatch    |
| 160629 - | 1999 UQ45                | 31 ottobre 1999   | CSS           |
| 160630 - | 1999 VU26                | 3 novembre 1999   | LINEAR        |
| 160631 - | 1999 VX29                | 3 novembre 1999   | LINEAR        |
| 160632 - | 1999 VU45                | 4 novembre 1999   | CSS           |
| 160633 - | 1999 VC46                | 3 novembre 1999   | LINEAR        |
| 160634 - | 1999 VG58                | 4 novembre 1999   | LINEAR        |
| 160635 - | 1999 VA83                | 1 novembre 1999   | Spacewatch    |
| 160636 - | 1999 VR83                | 2 novembre 1999   | Spacewatch    |
| 160637 - | 1999 VF88                | 4 novembre 1999   | LINEAR        |
| 160638 - | 1999 VB109               | 9 novembre 1999   | LINEAR        |
| 160639 - | 1999 VJ122               | 4 novembre 1999   | Spacewatch    |
| 160640 - | 1999 VN149               | 14 novembre 1999  | LINEAR        |
| 160641 - | 1999 VB158               | 14 novembre 1999  | LINEAR        |
| 160642 - | 1999 VD191               | 9 novembre 1999   | LINEAR        |
| 160643 - | 1999 XQ6                 | 4 dicembre 1999   | CSS           |
| 160644 - | 1999 XM11                | 5 dicembre 1999   | CSS           |
| 160645 - | 1999 XW43                | 7 dicembre 1999   | LINEAR        |
| 160646 - | 1999 XK44                | 7 dicembre 1999   | LINEAR        |
| 160647 - | 1999 XH69                | 7 dicembre 1999   | LINEAR        |
| 160648 - | 1999 XC71                | 7 dicembre 1999   | LINEAR        |
| 160649 - | 1999 XR74                | 7 dicembre 1999   | LINEAR        |
| 160650 - | 1999 XB75                | 7 dicembre 1999   | LINEAR        |
| 160651 - | 1999 XQ101               | 7 dicembre 1999   | LINEAR        |
| 160652 - | 1999 XB109               | 4 dicembre 1999   | CSS           |
| 160653 - | 1999 XY112               | 11 dicembre 1999  | LINEAR        |
| 160654 - | 1999 XQ113               | 11 dicembre 1999  | LINEAR        |
| 160655 - | 1999 XB114               | 11 dicembre 1999  | LINEAR        |
| 160656 - | 1999 XU116               | 5 dicembre 1999   | CSS           |
| 160657 - | 1999 XC142               | 12 dicembre 1999  | LINEAR        |
| 160658 - | 1999 XT153               | 7 dicembre 1999   | LINEAR        |
| 160659 - | 1999 XY156               | 8 dicembre 1999   | LINEAR        |
| 160660 - | 1999 XX204               | 12 dicembre 1999  | LINEAR        |
| 160661 - | 1999 XD225               | 13 dicembre 1999  | Spacewatch    |
| 160662 - | 1999 XZ250               | 5 dicembre 1999   | Spacewatch    |
| 160663 - | 1999 XK259               | 9 dicembre 1999   | LONEOS        |
| 160664 - | 2000 AE3                 | 2 gennaio 2000    | LINEAR        |
| 160665 - | 2000 AB7                 | 2 gennaio 2000    | LINEAR        |
| 160666 - | 2000 AW100               | 5 gennaio 2000    | LINEAR        |
| 160667 - | 2000 AY100               | 5 gennaio 2000    | LINEAR        |
| 160668 - | 2000 AQ155               | 3 gennaio 2000    | LINEAR        |
| 160669 - | 2000 AN171               | 7 gennaio 2000    | LINEAR        |
| 160670 - | 2000 AB215               | 7 gennaio 2000    | Spacewatch    |
| 160671 - | 2000 AY237               | 6 gennaio 2000    | LINEAR        |
| 160672 - | 2000 BP11                | 26 gennaio 2000   | Spacewatch    |
| 160673 - | 2000 BB35                | 30 gennaio 2000   | LINEAR        |
| 160674 - | 2000 CN32                | 2 febbraio 2000   | LINEAR        |
| 160675 - | 2000 CK47                | 2 febbraio 2000   | LINEAR        |
| 160676 - | 2000 CT55                | 4 febbraio 2000   | LINEAR        |
| 160677 - | 2000 CP81                | 4 febbraio 2000   | LINEAR        |
| 160678 - | 2000 CZ140               | 6 febbraio 2000   | Spacewatch    |
| 160679 - | 2000 DB6                 | 28 febbraio 2000  | LINEAR        |
| 160680 - | 2000 DX11                | 27 febbraio 2000  | Spacewatch    |
| 160681 - | 2000 DR23                | 29 febbraio 2000  | LINEAR        |
| 160682 - | 2000 DN39                | 29 febbraio 2000  | LINEAR        |
| 160683 - | 2000 DG79                | 29 febbraio 2000  | LINEAR        |
| 160684 - | 2000 EL10                | 3 marzo 2000      | LINEAR        |
| 160685 - | 2000 EK92                | 9 marzo 2000      | LINEAR        |
| 160686 - | 2000 EO155               | 9 marzo 2000      | LINEAR        |
| 160687 - | 2000 EV164               | 3 marzo 2000      | LINEAR        |
| 160688 - | 2000 GB7                 | 4 aprile 2000     | LINEAR        |
| 160689 - | 2000 GA41                | 5 aprile 2000     | LINEAR        |
| 160690 - | 2000 HD7                 | 25 aprile 2000    | Spacewatch    |
| 160691 - | 2000 HO13                | 28 aprile 2000    | LINEAR        |
| 160692 - | 2000 HD17                | 24 aprile 2000    | Spacewatch    |
| 160693 - | 2000 HO55                | 24 aprile 2000    | LONEOS        |
| 160694 - | 2000 JG71                | 1 maggio 2000     | LONEOS        |
| 160695 - | 2000 KX13                | 28 maggio 2000    | LINEAR        |
| 160696 - | 2000 KX28                | 28 maggio 2000    | LINEAR        |
| 160697 - | 2000 LB15                | 4 giugno 2000     | Šarounová, L. |
| 160698 - | 2000 NJ26                | 4 luglio 2000     | LONEOS        |
| 160699 - | 2000 ON14                | 23 luglio 2000    | LINEAR        |
| 160700 - | 2000 OH15                | 23 luglio 2000    | LINEAR        |

## 160701-160800
| Nome     | Designazione provvisoria | Data di scoperta  | Scopritore |
| -------- | ------------------------ | ----------------- | ---------- |
| 160701 - | 2000 OD50                | 31 luglio 2000    | LINEAR     |
| 160702 - | 2000 PU2                 | 2 agosto 2000     | LINEAR     |
| 160703 - | 2000 PB19                | 1 agosto 2000     | LINEAR     |
| 160704 - | 2000 PW27                | 9 agosto 2000     | LINEAR     |
| 160705 - | 2000 QE4                 | 24 agosto 2000    | LINEAR     |
| 160706 - | 2000 QK4                 | 24 agosto 2000    | LINEAR     |
| 160707 - | 2000 QP10                | 24 agosto 2000    | LINEAR     |
| 160708 - | 2000 QF20                | 24 agosto 2000    | LINEAR     |
| 160709 - | 2000 QC30                | 25 agosto 2000    | LINEAR     |
| 160710 - | 2000 QA52                | 24 agosto 2000    | LINEAR     |
| 160711 - | 2000 QK73                | 24 agosto 2000    | LINEAR     |
| 160712 - | 2000 QN85                | 25 agosto 2000    | LINEAR     |
| 160713 - | 2000 QQ96                | 28 agosto 2000    | LINEAR     |
| 160714 - | 2000 QO103               | 28 agosto 2000    | LINEAR     |
| 160715 - | 2000 QG106               | 28 agosto 2000    | LINEAR     |
| 160716 - | 2000 QG109               | 29 agosto 2000    | LINEAR     |
| 160717 - | 2000 QS118               | 25 agosto 2000    | LINEAR     |
| 160718 - | 2000 QP125               | 31 agosto 2000    | LINEAR     |
| 160719 - | 2000 QO132               | 26 agosto 2000    | LINEAR     |
| 160720 - | 2000 QM158               | 31 agosto 2000    | LINEAR     |
| 160721 - | 2000 QB159               | 31 agosto 2000    | LINEAR     |
| 160722 - | 2000 QY166               | 31 agosto 2000    | LINEAR     |
| 160723 - | 2000 QL171               | 31 agosto 2000    | LINEAR     |
| 160724 - | 2000 QM171               | 31 agosto 2000    | LINEAR     |
| 160725 - | 2000 QV176               | 31 agosto 2000    | LINEAR     |
| 160726 - | 2000 QS179               | 31 agosto 2000    | LINEAR     |
| 160727 - | 2000 QG184               | 26 agosto 2000    | LINEAR     |
| 160728 - | 2000 QG192               | 26 agosto 2000    | LINEAR     |
| 160729 - | 2000 QC201               | 29 agosto 2000    | LINEAR     |
| 160730 - | 2000 QQ209               | 31 agosto 2000    | LINEAR     |
| 160731 - | 2000 QY230               | 31 agosto 2000    | Spacewatch |
| 160732 - | 2000 RU17                | 1 settembre 2000  | LINEAR     |
| 160733 - | 2000 RE22                | 1 settembre 2000  | LINEAR     |
| 160734 - | 2000 RS23                | 1 settembre 2000  | LINEAR     |
| 160735 - | 2000 RP27                | 1 settembre 2000  | LINEAR     |
| 160736 - | 2000 RB32                | 1 settembre 2000  | LINEAR     |
| 160737 - | 2000 RL34                | 1 settembre 2000  | LINEAR     |
| 160738 - | 2000 RZ41                | 3 settembre 2000  | LINEAR     |
| 160739 - | 2000 RB51                | 5 settembre 2000  | LINEAR     |
| 160740 - | 2000 RW69                | 2 settembre 2000  | LINEAR     |
| 160741 - | 2000 RE72                | 2 settembre 2000  | LINEAR     |
| 160742 - | 2000 RT83                | 1 settembre 2000  | LINEAR     |
| 160743 - | 2000 RU84                | 2 settembre 2000  | LONEOS     |
| 160744 - | 2000 RO91                | 3 settembre 2000  | LINEAR     |
| 160745 - | 2000 RW95                | 4 settembre 2000  | NEAT       |
| 160746 - | 2000 RD100               | 5 settembre 2000  | LINEAR     |
| 160747 - | 2000 SR9                 | 23 settembre 2000 | LINEAR     |
| 160748 - | 2000 SM35                | 24 settembre 2000 | LINEAR     |
| 160749 - | 2000 SZ74                | 24 settembre 2000 | LINEAR     |
| 160750 - | 2000 SR78                | 24 settembre 2000 | LINEAR     |
| 160751 - | 2000 SC83                | 24 settembre 2000 | LINEAR     |
| 160752 - | 2000 SQ84                | 24 settembre 2000 | LINEAR     |
| 160753 - | 2000 SW84                | 24 settembre 2000 | LINEAR     |
| 160754 - | 2000 SM88                | 24 settembre 2000 | LINEAR     |
| 160755 - | 2000 SE94                | 23 settembre 2000 | LINEAR     |
| 160756 - | 2000 SE96                | 23 settembre 2000 | LINEAR     |
| 160757 - | 2000 SU98                | 23 settembre 2000 | LINEAR     |
| 160758 - | 2000 SM99                | 23 settembre 2000 | LINEAR     |
| 160759 - | 2000 SV101               | 24 settembre 2000 | LINEAR     |
| 160760 - | 2000 SV103               | 24 settembre 2000 | LINEAR     |
| 160761 - | 2000 SE105               | 24 settembre 2000 | LINEAR     |
| 160762 - | 2000 SL106               | 24 settembre 2000 | LINEAR     |
| 160763 - | 2000 SJ108               | 24 settembre 2000 | LINEAR     |
| 160764 - | 2000 SJ125               | 24 settembre 2000 | LINEAR     |
| 160765 - | 2000 SK126               | 24 settembre 2000 | LINEAR     |
| 160766 - | 2000 SY130               | 22 settembre 2000 | LINEAR     |
| 160767 - | 2000 SS133               | 23 settembre 2000 | LINEAR     |
| 160768 - | 2000 SQ137               | 23 settembre 2000 | LINEAR     |
| 160769 - | 2000 SM152               | 24 settembre 2000 | LINEAR     |
| 160770 - | 2000 SF188               | 21 settembre 2000 | NEAT       |
| 160771 - | 2000 SM195               | 24 settembre 2000 | LINEAR     |
| 160772 - | 2000 SU199               | 24 settembre 2000 | LINEAR     |
| 160773 - | 2000 SG206               | 24 settembre 2000 | LINEAR     |
| 160774 - | 2000 SK217               | 26 settembre 2000 | LINEAR     |
| 160775 - | 2000 SW234               | 24 settembre 2000 | LINEAR     |
| 160776 - | 2000 SP241               | 24 settembre 2000 | LINEAR     |
| 160777 - | 2000 SL243               | 24 settembre 2000 | LINEAR     |
| 160778 - | 2000 SA250               | 24 settembre 2000 | LINEAR     |
| 160779 - | 2000 SV257               | 24 settembre 2000 | LINEAR     |
| 160780 - | 2000 SL267               | 27 settembre 2000 | LINEAR     |
| 160781 - | 2000 SK277               | 30 settembre 2000 | LINEAR     |
| 160782 - | 2000 SY284               | 23 settembre 2000 | LINEAR     |
| 160783 - | 2000 SB292               | 27 settembre 2000 | LINEAR     |
| 160784 - | 2000 SF326               | 29 settembre 2000 | Spacewatch |
| 160785 - | 2000 SV337               | 25 settembre 2000 | NEAT       |
| 160786 - | 2000 SM356               | 29 settembre 2000 | LONEOS     |
| 160787 - | 2000 SE361               | 23 settembre 2000 | LONEOS     |
| 160788 - | 2000 TF21                | 1 ottobre 2000    | LINEAR     |
| 160789 - | 2000 TJ23                | 1 ottobre 2000    | LINEAR     |
| 160790 - | 2000 TP42                | 1 ottobre 2000    | LINEAR     |
| 160791 - | 2000 TF45                | 1 ottobre 2000    | LINEAR     |
| 160792 - | 2000 TS50                | 1 ottobre 2000    | LINEAR     |
| 160793 - | 2000 TN54                | 1 ottobre 2000    | LINEAR     |
| 160794 - | 2000 UC7                 | 24 ottobre 2000   | LINEAR     |
| 160795 - | 2000 UA17                | 24 ottobre 2000   | LINEAR     |
| 160796 - | 2000 UL20                | 24 ottobre 2000   | LINEAR     |
| 160797 - | 2000 UM22                | 24 ottobre 2000   | LINEAR     |
| 160798 - | 2000 UH59                | 25 ottobre 2000   | LINEAR     |
| 160799 - | 2000 UN65                | 25 ottobre 2000   | LINEAR     |
| 160800 - | 2000 UF71                | 25 ottobre 2000   | LINEAR     |

## 160801-160900
| Nome     | Designazione provvisoria | Data di scoperta  | Scopritore       |
| -------- | ------------------------ | ----------------- | ---------------- |
| 160801 - | 2000 UP90                | 24 ottobre 2000   | LINEAR           |
| 160802 - | 2000 VP14                | 1 novembre 2000   | LINEAR           |
| 160803 - | 2000 VF26                | 1 novembre 2000   | LINEAR           |
| 160804 - | 2000 VQ28                | 1 novembre 2000   | LINEAR           |
| 160805 - | 2000 VQ32                | 1 novembre 2000   | LINEAR           |
| 160806 - | 2000 VE42                | 1 novembre 2000   | LINEAR           |
| 160807 - | 2000 VB44                | 1 novembre 2000   | LINEAR           |
| 160808 - | 2000 VJ46                | 3 novembre 2000   | LINEAR           |
| 160809 - | 2000 VJ51                | 3 novembre 2000   | LINEAR           |
| 160810 - | 2000 VE54                | 3 novembre 2000   | LINEAR           |
| 160811 - | 2000 VH55                | 3 novembre 2000   | LINEAR           |
| 160812 - | 2000 WN3                 | 17 novembre 2000  | LINEAR           |
| 160813 - | 2000 WY14                | 20 novembre 2000  | LINEAR           |
| 160814 - | 2000 WA42                | 21 novembre 2000  | LINEAR           |
| 160815 - | 2000 WV43                | 21 novembre 2000  | LINEAR           |
| 160816 - | 2000 WO69                | 19 novembre 2000  | LINEAR           |
| 160817 - | 2000 WK72                | 19 novembre 2000  | LINEAR           |
| 160818 - | 2000 WH95                | 21 novembre 2000  | LINEAR           |
| 160819 - | 2000 WE122               | 29 novembre 2000  | LINEAR           |
| 160820 - | 2000 WD125               | 26 novembre 2000  | LINEAR           |
| 160821 - | 2000 WH133               | 19 novembre 2000  | LINEAR           |
| 160822 - | 2000 WY149               | 28 novembre 2000  | Spacewatch       |
| 160823 - | 2000 WL180               | 27 novembre 2000  | LINEAR           |
| 160824 - | 2000 WU180               | 29 novembre 2000  | LINEAR           |
| 160825 - | 2000 WV196               | 20 novembre 2000  | LINEAR           |
| 160826 - | 2000 XT4                 | 1 dicembre 2000   | LINEAR           |
| 160827 - | 2000 XA8                 | 1 dicembre 2000   | LINEAR           |
| 160828 - | 2000 XP27                | 4 dicembre 2000   | LINEAR           |
| 160829 - | 2000 XU27                | 4 dicembre 2000   | LINEAR           |
| 160830 - | 2000 XJ30                | 4 dicembre 2000   | LINEAR           |
| 160831 - | 2000 XK39                | 4 dicembre 2000   | LINEAR           |
| 160832 - | 2000 YF12                | 19 dicembre 2000  | NEAT             |
| 160833 - | 2000 YN14                | 25 dicembre 2000  | Spacewatch       |
| 160834 - | 2000 YD51                | 30 dicembre 2000  | LINEAR           |
| 160835 - | 2000 YY56                | 30 dicembre 2000  | LINEAR           |
| 160836 - | 2000 YS68                | 28 dicembre 2000  | LINEAR           |
| 160837 - | 2000 YQ70                | 30 dicembre 2000  | LINEAR           |
| 160838 - | 2000 YF79                | 30 dicembre 2000  | LINEAR           |
| 160839 - | 2000 YG97                | 30 dicembre 2000  | LINEAR           |
| 160840 - | 2000 YG113               | 30 dicembre 2000  | LINEAR           |
| 160841 - | 2000 YX117               | 30 dicembre 2000  | LINEAR           |
| 160842 - | 2000 YE142               | 21 dicembre 2000  | Deep Lens Survey |
| 160843 - | 2001 AC41                | 3 gennaio 2001    | LINEAR           |
| 160844 - | 2001 AB47                | 15 gennaio 2001   | LINEAR           |
| 160845 - | 2001 AS48                | 4 gennaio 2001    | LINEAR           |
| 160846 - | 2001 BV56                | 19 gennaio 2001   | LINEAR           |
| 160847 - | 2001 BD68                | 31 gennaio 2001   | LINEAR           |
| 160848 - | 2001 BN82                | 19 gennaio 2001   | Tholen, D. J.    |
| 160849 - | 2001 CH15                | 1 febbraio 2001   | LINEAR           |
| 160850 - | 2001 CB20                | 2 febbraio 2001   | LINEAR           |
| 160851 - | 2001 CX43                | 15 febbraio 2001  | LINEAR           |
| 160852 - | 2001 CT44                | 15 febbraio 2001  | LINEAR           |
| 160853 - | 2001 DA11                | 17 febbraio 2001  | LINEAR           |
| 160854 - | 2001 DV25                | 17 febbraio 2001  | LINEAR           |
| 160855 - | 2001 DH81                | 26 febbraio 2001  | Kobayashi, T.    |
| 160856 - | 2001 DU92                | 19 febbraio 2001  | LONEOS           |
| 160857 - | 2001 EU21                | 15 marzo 2001     | LONEOS           |
| 160858 - | 2001 FA121               | 26 marzo 2001     | LINEAR           |
| 160859 - | 2001 FH122               | 23 marzo 2001     | LONEOS           |
| 160860 - | 2001 FV142               | 23 marzo 2001     | NEAT             |
| 160861 - | 2001 FE186               | 16 marzo 2001     | LINEAR           |
| 160862 - | 2001 GD5                 | 15 aprile 2001    | LINEAR           |
| 160863 - | 2001 HG20                | 26 aprile 2001    | LINEAR           |
| 160864 - | 2001 HG51                | 23 aprile 2001    | LINEAR           |
| 160865 - | 2001 JK2                 | 15 maggio 2001    | Spacewatch       |
| 160866 - | 2001 KM11                | 18 maggio 2001    | LINEAR           |
| 160867 - | 2001 KS25                | 17 maggio 2001    | LINEAR           |
| 160868 - | 2001 KS32                | 24 maggio 2001    | Spacewatch       |
| 160869 - | 2001 KM39                | 22 maggio 2001    | LINEAR           |
| 160870 - | 2001 KU55                | 22 maggio 2001    | LINEAR           |
| 160871 - | 2001 KM66                | 22 maggio 2001    | LINEAR           |
| 160872 - | 2001 NS6                 | 11 luglio 2001    | NEAT             |
| 160873 - | 2001 NE14                | 14 luglio 2001    | NEAT             |
| 160874 - | 2001 NQ18                | 12 luglio 2001    | NEAT             |
| 160875 - | 2001 OQ21                | 21 luglio 2001    | LONEOS           |
| 160876 - | 2001 ON66                | 23 luglio 2001    | NEAT             |
| 160877 - | 2001 OP77                | 26 luglio 2001    | NEAT             |
| 160878 - | 2001 OO82                | 27 luglio 2001    | NEAT             |
| 160879 - | 2001 OC100               | 27 luglio 2001    | LONEOS           |
| 160880 - | 2001 PJ10                | 8 agosto 2001     | NEAT             |
| 160881 - | 2001 PJ12                | 12 agosto 2001    | NEAT             |
| 160882 - | 2001 PC29                | 15 agosto 2001    | Badlands         |
| 160883 - | 2001 QW2                 | 16 agosto 2001    | LINEAR           |
| 160884 - | 2001 QT39                | 16 agosto 2001    | LINEAR           |
| 160885 - | 2001 QF110               | 24 agosto 2001    | NEAT             |
| 160886 - | 2001 QB135               | 22 agosto 2001    | LINEAR           |
| 160887 - | 2001 QD223               | 24 agosto 2001    | LONEOS           |
| 160888 - | 2001 QT258               | 25 agosto 2001    | LINEAR           |
| 160889 - | 2001 QX279               | 19 agosto 2001    | LINEAR           |
| 160890 - | 2001 QH282               | 19 agosto 2001    | LONEOS           |
| 160891 - | 2001 RU82                | 11 settembre 2001 | LONEOS           |
| 160892 - | 2001 RN112               | 12 settembre 2001 | LINEAR           |
| 160893 - | 2001 RH116               | 12 settembre 2001 | LINEAR           |
| 160894 - | 2001 SP87                | 20 settembre 2001 | LINEAR           |
| 160895 - | 2001 SN107               | 20 settembre 2001 | LINEAR           |
| 160896 - | 2001 SU199               | 19 settembre 2001 | LINEAR           |
| 160897 - | 2001 SB257               | 19 settembre 2001 | LINEAR           |
| 160898 - | 2001 SY262               | 24 settembre 2001 | LINEAR           |
| 160899 - | 2001 SG287               | 22 settembre 2001 | NEAT             |
| 160900 - | 2001 SZ306               | 21 settembre 2001 | LINEAR           |

## 160901-161000
| Nome            | Designazione provvisoria | Data di scoperta  | Scopritore       |
| --------------- | ------------------------ | ----------------- | ---------------- |
| 160901 -        | 2001 SJ339               | 21 settembre 2001 | LINEAR           |
| 160902 -        | 2001 SL342               | 21 settembre 2001 | LONEOS           |
| 160903 Shiokaze | 2001 TO56                | 14 ottobre 2001   | Nakamura, A.     |
| 160904 -        | 2001 TR102               | 15 ottobre 2001   | LINEAR           |
| 160905 -        | 2001 TL206               | 11 ottobre 2001   | NEAT             |
| 160906 -        | 2001 UB12                | 23 ottobre 2001   | Yeung, W. K. Y.  |
| 160907 -        | 2001 UJ87                | 18 ottobre 2001   | Spacewatch       |
| 160908 -        | 2001 UM138               | 23 ottobre 2001   | LINEAR           |
| 160909 -        | 2001 UD217               | 24 ottobre 2001   | LINEAR           |
| 160910 -        | 2001 VO6                 | 9 novembre 2001   | LINEAR           |
| 160911 -        | 2001 VV54                | 10 novembre 2001  | LINEAR           |
| 160912 -        | 2001 WU27                | 17 novembre 2001  | LINEAR           |
| 160913 -        | 2001 WH47                | 16 novembre 2001  | NEAT             |
| 160914 -        | 2001 XE13                | 9 dicembre 2001   | LINEAR           |
| 160915 -        | 2001 XO40                | 9 dicembre 2001   | LINEAR           |
| 160916 -        | 2001 XB44                | 9 dicembre 2001   | LINEAR           |
| 160917 -        | 2001 XA82                | 11 dicembre 2001  | LINEAR           |
| 160918 -        | 2001 XB88                | 14 dicembre 2001  | Yeung, W. K. Y.  |
| 160919 -        | 2001 XL101               | 10 dicembre 2001  | LINEAR           |
| 160920 -        | 2001 XT109               | 11 dicembre 2001  | LINEAR           |
| 160921 -        | 2001 XH115               | 13 dicembre 2001  | LINEAR           |
| 160922 -        | 2001 XN117               | 13 dicembre 2001  | LINEAR           |
| 160923 -        | 2001 XN135               | 14 dicembre 2001  | LINEAR           |
| 160924 -        | 2001 XT140               | 14 dicembre 2001  | LINEAR           |
| 160925 -        | 2001 XA157               | 14 dicembre 2001  | LINEAR           |
| 160926 -        | 2001 XV172               | 14 dicembre 2001  | LINEAR           |
| 160927 -        | 2001 XV193               | 14 dicembre 2001  | LINEAR           |
| 160928 -        | 2001 XZ200               | 15 dicembre 2001  | LINEAR           |
| 160929 -        | 2001 XW237               | 15 dicembre 2001  | LINEAR           |
| 160930 -        | 2001 XF243               | 14 dicembre 2001  | LINEAR           |
| 160931 -        | 2001 XE248               | 14 dicembre 2001  | Spacewatch       |
| 160932 -        | 2001 YO                  | 16 dicembre 2001  | Roe, J. M.       |
| 160933 -        | 2001 YX26                | 18 dicembre 2001  | LINEAR           |
| 160934 -        | 2001 YA63                | 18 dicembre 2001  | LINEAR           |
| 160935 -        | 2001 YV68                | 18 dicembre 2001  | LINEAR           |
| 160936 -        | 2001 YD84                | 18 dicembre 2001  | LINEAR           |
| 160937 -        | 2001 YM84                | 18 dicembre 2001  | LINEAR           |
| 160938 -        | 2001 YR104               | 17 dicembre 2001  | LINEAR           |
| 160939 -        | 2002 AJ2                 | 3 gennaio 2002    | LINEAR           |
| 160940 -        | 2002 AK5                 | 9 gennaio 2002    | Kobayashi, T.    |
| 160941 -        | 2002 AM9                 | 11 gennaio 2002   | Yeung, W. K. Y.  |
| 160942 -        | 2002 AV33                | 12 gennaio 2002   | Spacewatch       |
| 160943 -        | 2002 AR34                | 10 gennaio 2002   | NEAT             |
| 160944 -        | 2002 AY37                | 9 gennaio 2002    | LINEAR           |
| 160945 -        | 2002 AD40                | 9 gennaio 2002    | LINEAR           |
| 160946 -        | 2002 AA49                | 9 gennaio 2002    | LINEAR           |
| 160947 -        | 2002 AX59                | 9 gennaio 2002    | LINEAR           |
| 160948 -        | 2002 AT76                | 8 gennaio 2002    | LINEAR           |
| 160949 -        | 2002 AD99                | 8 gennaio 2002    | LINEAR           |
| 160950 -        | 2002 AK107               | 9 gennaio 2002    | LINEAR           |
| 160951 -        | 2002 AR110               | 9 gennaio 2002    | LINEAR           |
| 160952 -        | 2002 AG111               | 9 gennaio 2002    | LINEAR           |
| 160953 -        | 2002 AA116               | 9 gennaio 2002    | LINEAR           |
| 160954 -        | 2002 AF122               | 9 gennaio 2002    | LINEAR           |
| 160955 -        | 2002 AN126               | 13 gennaio 2002   | LINEAR           |
| 160956 -        | 2002 AU129               | 15 gennaio 2002   | McClusky, J. V.  |
| 160957 -        | 2002 AD142               | 13 gennaio 2002   | LINEAR           |
| 160958 -        | 2002 AS156               | 13 gennaio 2002   | LINEAR           |
| 160959 -        | 2002 AZ159               | 13 gennaio 2002   | LINEAR           |
| 160960 -        | 2002 AU162               | 13 gennaio 2002   | LINEAR           |
| 160961 -        | 2002 AW178               | 14 gennaio 2002   | LINEAR           |
| 160962 -        | 2002 AA182               | 5 gennaio 2002    | NEAT             |
| 160963 -        | 2002 AP182               | 5 gennaio 2002    | NEAT             |
| 160964 -        | 2002 AY201               | 8 gennaio 2002    | NEAT             |
| 160965 -        | 2002 BB5                 | 19 gennaio 2002   | LONEOS           |
| 160966 -        | 2002 BO7                 | 18 gennaio 2002   | LINEAR           |
| 160967 -        | 2002 BQ15                | 19 gennaio 2002   | LINEAR           |
| 160968 -        | 2002 BP23                | 23 gennaio 2002   | LINEAR           |
| 160969 -        | 2002 BV25                | 23 gennaio 2002   | LINEAR           |
| 160970 -        | 2002 CX10                | 6 febbraio 2002   | LINEAR           |
| 160971 -        | 2002 CM13                | 8 febbraio 2002   | Yeung, W. K. Y.  |
| 160972 -        | 2002 CX23                | 6 febbraio 2002   | NEAT             |
| 160973 -        | 2002 CO26                | 6 febbraio 2002   | LINEAR           |
| 160974 -        | 2002 CL38                | 7 febbraio 2002   | LINEAR           |
| 160975 -        | 2002 CO38                | 7 febbraio 2002   | LINEAR           |
| 160976 -        | 2002 CV52                | 7 febbraio 2002   | LINEAR           |
| 160977 -        | 2002 CH59                | 12 febbraio 2002  | Yeung, W. K. Y.  |
| 160978 -        | 2002 CU60                | 6 febbraio 2002   | LINEAR           |
| 160979 -        | 2002 CG67                | 7 febbraio 2002   | LINEAR           |
| 160980 -        | 2002 CP70                | 7 febbraio 2002   | LINEAR           |
| 160981 -        | 2002 CV74                | 7 febbraio 2002   | LINEAR           |
| 160982 -        | 2002 CH85                | 7 febbraio 2002   | LINEAR           |
| 160983 -        | 2002 CX96                | 7 febbraio 2002   | LINEAR           |
| 160984 -        | 2002 CQ104               | 7 febbraio 2002   | LINEAR           |
| 160985 -        | 2002 CK109               | 7 febbraio 2002   | LINEAR           |
| 160986 -        | 2002 CX113               | 8 febbraio 2002   | LINEAR           |
| 160987 -        | 2002 CV118               | 6 febbraio 2002   | LINEAR           |
| 160988 -        | 2002 CK131               | 7 febbraio 2002   | LINEAR           |
| 160989 -        | 2002 CY142               | 9 febbraio 2002   | LINEAR           |
| 160990 -        | 2002 CF167               | 8 febbraio 2002   | LINEAR           |
| 160991 -        | 2002 CP168               | 8 febbraio 2002   | LINEAR           |
| 160992 -        | 2002 CE192               | 10 febbraio 2002  | LINEAR           |
| 160993 -        | 2002 CR202               | 10 febbraio 2002  | LINEAR           |
| 160994 -        | 2002 CS205               | 10 febbraio 2002  | LINEAR           |
| 160995 -        | 2002 CN218               | 10 febbraio 2002  | LINEAR           |
| 160996 -        | 2002 CE239               | 11 febbraio 2002  | LINEAR           |
| 160997 -        | 2002 CO254               | 5 febbraio 2002   | NEAT             |
| 160998 -        | 2002 CA255               | 6 febbraio 2002   | Goodricke-Pigott |
| 160999 -        | 2002 CS296               | 10 febbraio 2002  | LINEAR           |
| 161000 -        | 2002 CZ302               | 12 febbraio 2002  | LINEAR           |